# Hermine Karagheuz
Pour les articles homonymes, voir Karagheuz (homonymie).
Hermine Karagheuz, née le 2 décembre 1938 à Paris et morte le 30 avril 2021 dans cette même ville, est une actrice, dramaturge et photographe française d'origine arménienne.

## Biographie
En 1967 elle commence une carrière de comédienne dans une adaptation de Monsieur Fugue de Liliane Atlan, par Roland Monod.
Elle apparaît pour la première fois au cinéma dans le film de Jacques Baratier, Le Désordre à vingt ans.
Puis, près avoir tourné pour la télévision dans la dramatique Pitchi Poi ou la parole donnée, elle commence à jouer dans les films de Jacques Rivette.
Elle interprète le rôle d'Éponine dans le feuilleton Les Misérables, réalisé par Marcel Bluwal en 1972.
En 1974, elle joue au théâtre La dispute de Marivaux mis en scène par Patrice Chéreau.
En 2002 elle publie un livre sur Roger Blin dont elle fut la collaboratrice et la compagne.
Elle expose ses photographies lors de l'exposition Mémoires arméniennes au parc de la Villette en 2006.
Elle meurt le 30 avril 2021, à Paris.

## Théâtre

### Comédienne
- 1967 : Monsieur Fugue, de Liliane Atlan, mise en scène Roland Monod
- 1969 : Je ne veux pas mourir idiot, de Georges Wolinski, mise en scène Claude Confortès
- 1969 : Syllabaire pour Phèdre, de Maurice Ohana, direction Daniel Chabrun, mise en scène Roger Kahane
- 1970 : Alice dans les jardins du Luxembourg, de et mise en scène Romain Weingarten
- 1971 : Léonce et Léna, de Georg Büchner, mise en scène Marcel Bozonnet
- 1971 : La nuit des assassins, de José Triana, mise en scène Roger Blin
- 1972 : Comédie policière, de Groupe Tsé, mise en scène Alfredo Arias
- 1973 : Le creux de la vague, de et mise en scène Marc'O
- 1973 : La dispute, de Marivaux, mise en scène Patrice Chéreau
- 1974 : Par le trou de la serrure, spectacle musical, de et avec Ghédalia Tazartès
- 1975 : M'appelle Isabelle Langrenier, de Jean Louis Bauer, mise en scène Roger Blin
- 1975 : Bal perdu, spectacle musical, avec Ghédalia Tazartès
- 1976 : La Borde, spectacle musical, avec Ghédalia Tazartès
- 1976 : Sale quart d'heure pour Cool Sweety et Speedy Panik, spectacle musical, avec Annick Mével, Jean-Jacques Birgé, Francis Gorgé
- 1978 : L'Histoire du soldat, de Stravinsky, direction Diego Masson
- 1979 : Les larmes amères de Petra von Kant, de Fassbinder, mise en scène Dominique Quéhec
- 1981 : Electre, de Jean Giraudoux, mise en scène Simone Turck
- 1981 : Les leçons de bonheur, de et mise en scène Liliane Atlan
- 1982 : De quelle falaise dites-vous ?, de et mise en scène par Hermine Karagheuz
- 1983 : Les paravents, de Jean Genet, mise en scène Patrice Chéreau
- 1986 : Les élégies de Duino, de Rilke, festival d'Avignon
- 1988 : Ce que voit Fox, de James Saunders, mise en scène Laurent Terzieff
- 1989 : L'ankou, de Jean-Jacques Varoujean, mise en scène Roland Monod
- 1990 : Hanjo, un des cinq Nô modernes, de Yukio Mishima, mise en scène Béatrice Houplain
- 1992 : Eismitte, le milieu des glaces, de Catherine Zambon, mise en scène Yves Babin / Bruno Abraham Cremer
- 1995 : Médéa, de Jean Vauthier, mise en scène Christophe Rouxel
- 1996 : L'enterrement à Sabres, de et avec Bernard Manciet, mise en scène Hermine Karagheuz, festival d'Automne
- 1998 : Phèdre, de Jean Racine, mise en scène François Pesenti
- 2002 : Artaud-ratorio, de et mise en scène Hans Peter Litscher
- 2003 : Causerie sur le thème du traître et du héros, de et mise en scène Hans Peter Litscher
- 2013 : lectures de René Daumal et Lydie Dattas (La Nuit Spirituelle), à la MC93 de Bobigny
- 2014 : lectures de Guillaume Apollinaire, au Monte-en-l'Air, musicien Olivier Mellano
- 2016 : lectures d'Aurélia, de Nerval, à Paris et Bourges, suivies de conférences de Pacôme Thiellement

## Filmographie
- 1966 : Le Désordre à vingt ans de Jacques Baratier
- 1967 : The Wednesday Play : Pitchi Poi de François Billetdoux : Rogation
- 1970 : Sortie de secours de Roger Kahane
- 1971 : Traité du rossignol de Jean Fléchet : Lela
- 1971 : Out 1 : Noli me tangere de Jacques Rivette : Marie
- 1972 : Les Misérables de Marcel Bluwal (mini série tv) : Eponine
- 1973 : Les Thibault d'Alain Boudet (mini série tv) : Alfreda
- 1975 : Qui est Alice Guy ? Alice qui ? de Nicole Lise Bernheim
- 1976 : Monsieur Klein de Joseph Losey : la jeune ouvrière
- 1976 : Duelle de Jacques Rivette : Lucie
- 1976 : Lumière de Jeanne Moreau : Camille
- 1976 : Mon cœur est rouge de Michèle Rosier : la motocycliste
- 1978 : Docteur Erika Werner de Paul Siegrist (série tv)
- 1978 : Judith Therpauve de Patrice Chéreau : Nicole
- 1979 : La Mémoire courte d'Eduardo de Gregorio : Madame Jaucourt
- 1980 : Guns de Robert Kramer : Katrin
- 1981 : Merry-Go-Round de Jacques Rivette : l'Autre
- 1982 : Deuil en vingt-quatre heures (mini série tv)
- 1982 : Électre de Bernard Maigrot (téléfilm) : Électre
- 1998 : Secret défense de Jacques Rivette : l'infirmière
- 2015 : Les Mystères de Paris : '"Out 1"' de Jacques Rivette revisité de Robert Fischer et Wilfried Reichart (documentaire) : elle-même
- 2016 : Chacun cherche son train de Fabienne Issartel
- 2016 : Nocturama de Bertrand Bonello : Patricia

## Publications
- De quelle falaise ?, pièce de théâtre, présentée au festival du Marais
- La lune avait l'épaisseur d'un cil, pièce de théâtre, Lansman éditeur, diffusée sur Radio Suisse Romande, présentée au Festival de la Francophonie Limoges-Bruxelles
- L'Autre Journal, mensuel, articles et photographies[réf. nécessaire]
- 31/12/99 - élégie, pièce radiophonique, diffusée sur France Culture
- Roger Blin - Une dette d'amour, éditions Séguier-Archimbaud, 2002 (réédition aux éditions Ypsilon, 2021)
- HKZ, Le livre du revenir, Antoine Mouton, éditions Ypsilon, 2023

## Principales expositions
- 1985 : « Ciels », photographies peintes, galerie du Jour, Agnès B.
- 1994 : « Crises de nerfs et méditations », gouache et dessins, galerie Les Cent

## Enseignement
- 1997 : stage à l'ERAC, travail sur "L'échange" de Paul Claudel
- 2001-2004 : classe de Poésie et Interprétation à l'ESAD - Rimbaud, Claudel, Michaux, Platon, Shakespeare